# Henri Ternaux-Compans
Pour les articles homonymes, voir Ternaux.
Charles Henri Ternaux, dit Ternaux-Compans, né le 29 avril 1807 à Paris et mort le 29 octobre 1864 en son château de Castelbiague, est un bibliophile, historien, traducteur et député français.

## Biographie
Charles Henri Ternaux-Compans est le fils d'Étienne Nicolas Louis Ternaux, le frère de l'historien Mortimer Ternaux, le neveu de l'industriel Guillaume Louis Ternaux, le père de Maurice Ternaux-Compans et le gendre du général Jean Dominique Compans.
Il fut secrétaire d'ambassade et député de la Loire-Inférieure de 1844 à 1848. Bibliophile et passionné de voyages, il composa son premier ouvrage en latin et traduisit de nombreux récits de voyage de l'espagnol, du portugais et de l'allemand.
Ternaux-Compans fut membre du Conseil d'Escompte de la Banque de France à la suite de son père.
Il fut député de la Loire-Atlantique de 1844 à 1848, siégeant à gauche.
Il est inhumé au cimetière d'Auteuil (16e arrondissement de Paris).

## Publications
- Historia reipublicae Massiliensium, a primordiis ad Neronis tempora, 1826 Texte en ligne
- Les Comuneros, chronique castillane du XVIe siècle, d'après l'histoire inédite de Pedro de Alcocer, 1834 Texte en ligne
- Catalogue des livres et manuscrits de la bibliothèque de feu M. Rætzel, 1836 Texte en ligne

- Bibliothèque américaine, ou Catalogue des ouvrages relatifs à l'Amérique qui ont paru depuis sa découverte jusqu'à l'an 1700, 1837 Texte en ligne
- Lettre à M. le ministre de l'Instruction publique sur l'état actuel des bibliothèques publiques de Paris, 1837 Texte en ligne
- Belle et agréable narration du premier voyage de Nicolas Federmann le jeune, d'Ulm aux Indes de la mer Océane et de ce qui lui est arrivé dans ce pays jusqu'à son retour en Espagne, ecrite brièvement et diverssante à lire, 1837
- Voyages, relations et mémoires originaux pour servir à l'histoire de la découverte de l'Amérique, recueil de documents sur la Floride, 20 vol., 1837-1841
- Recueil de documents et mémoires originaux sur l'histoire des possessions espagnoles dans l'Amérique à diverses époques de la conquête, 1840 Texte en ligne
- De la position des Anglais aux Indes, et de l'expédition contre la Chine, 1840 Texte en ligne
- Essai sur la théogonie mexicaine, 1840 Texte en ligne
- Archives des voyages, ou Collection d'anciennes relations inédites ou très-rares de lettres mémoires itinéraires et autres documents relatifs à la géographie et aux voyages et d'anecdotes relatives aux voyageurs, tirées des mémoires du temps, 2 vol., 1840-1841
- Bibliothèque asiatique et africaine, ou Catalogue des ouvrages relatifs à l'Asie et à l'Afrique qui ont paru depuis la découverte de l'imprimerie jusqu'en 1700, 1841 Texte en ligne
- Essai sur l'ancien Cundinamarca, 1842
- Notice historique sur la Guyane française, 1843 Texte en ligne
- Notice sur les imprimeries qui existent ou ont existé en Europe, 1843
- Réponse à la lettre écrite par Henri d'Orléans à son altesse impériale et royale Mgr le prince Napoléon, 1861 Texte en ligne

Traductions
- Álvar Núñez Cabeza de Vaca : Naufrages et relation du voyage fait en Floride, 1837 ; Paris : Fayard, 1980. Paru également sous le titre Relation et commentaires du gouverneur Alvar Nuñez Cabeza de Vaca sur les deux expéditions qu'il fit aux Indes, Paris : Mercure de France, 1980 ; 2003 Texte en ligne
- Don Juan de Vargas : Les Aventures de Don Juan de Vargas, racontées par lui-même, 1853 ; Millwood (N.Y.) : Kraus reprint, 1982 Texte en ligne
- Fernando Alvarado Tezozómoc : Histoire du Mexique, Paris : Arthus Bertrand, 2 vol., 1847-1849 Texte en ligne 1
- Anello Oliva : Histoire du Pérou, Paris : P. Jannet, 1857 Texte en ligne
- Hans Staden : Véritable histoire et description d'un pays habité par des hommes sauvages, nus, féroces et anthropophages, situé dans le nouveau monde nommé Amérique, inconnu dans le pays de Hesse avant et depuis la naissance de Jésus-Christ jusqu'à l'année dernière, Paris : Métailié, 1979
- Francisco de Xerez : Relation véridique de la conquête du Pérou et de la province de Cuzco nommée Nouvelle-Castille, subjuguée par François Pizarre, Paris : Métailié, 1982
- Ulrich Schmidel : Voyage curieux au río de la Plata : 1534-1554, Paris : Utz : UNESCO, 1998
- Pêro de Magalhães de Gândavo : Histoire de la province de Santa Cruz que nous nommons le Brésil, Nantes : Le Passeur, 1995
- Gonzalo Fernández de Oviedo y Valdés : Singularités du Nicaragua, Paris : Chandeigne ; Marne-la-Vallée : Presses universitaires de Marne-la-Vallée, 2002